# Les Touristes
Les Touristes ist eine Mundart-Band aus der Region Basel.
Im Dezember 2013 gewannen Les Touristes mit ihrem Song Oh Madame den kleinen Prix Walo und erlangten dadurch erstmals öffentliche Aufmerksamkeit. Zwei Monate später triumphierten sie auch beim Firewire-Bandcontest.

## Diskografie

### EPs
- 2020: Chame Mache
- 2019: Vernissage
- 2018: Tanzi Halt Elei
- 2017: Les Touristes[3]

### Singles
- 2021: Maria
- 2020: Tanzi Halt Elei (Corona Edit)
- 2019: Oh Madame
- 2019: Kaputt[4]

### Youtube (Live-Musikvideos)
- 2016: Polygamie[5]
- 2016: Bacardi[6]
- 2015: Openair[7]
- 2015: Gib e Figg[8]

## Auszeichnungen
- 2013: kleiner Prix Walo
- 2014: Sieger Firewire-Bandcontest